# Herbert Jehle
Herbert Jehle (* 5. März 1907 in Stuttgart; † 14. Januar 1983 bei Koblenz) war ein deutsch-US-amerikanischer Physiker.

## Leben
Jehle studierte an der Technischen Hochschule Stuttgart mit dem Abschluss als Diplom-Ingenieur 1930 und wurde an der Technischen Hochschule Berlin-Charlottenburg über Rundwebverfahren zum Dr. Ing. promoviert. Dem schloss sich ein Studienaufenthalt an der Universität Cambridge 1933/34 an, wo er sich mit theoretischer Physik befasste. 1935/36 arbeitete er für das Jahrbuch Fortschritte der Mathematik. Als überzeugter Pazifist (er war mit den Quäkern verbunden) und Gegner der Rassepolitik der Nazis verließ er Deutschland. 1937/38 war er Forschungsassistent am University College in Southampton und 1938 bis 1940 an der Freien Universität Brüssel. Nach Internierung im Camp de Gurs an den Pyrenäen gelang es ihm in die USA zu reisen, wo er 1942 bis 1946 an der Harvard University war, 1946/47 am Franklin Institute, 1947/48 am Institute for Advanced Study, 1947 bis 1949 an der University of Pennsylvania und 1949 bis 1959 an der University of Nebraska. Ab 1959 war er Professor an der George Washington University. 1972 emeritierte er. Er starb im Zug nahe Koblenz.
Er befasste sich mit unterschiedlichen Fragen der theoretischen Physik, unter anderem Wellenmechanik, Spinorfeldgleichungen, Astrophysik, Kosmologie, Biophysik (1949 veröffentlichte er über Selbstduplikation biologischer Makromoleküle), statistischer Mechanik.
Wie Richard Feynman in seinem Nobelvortrag schildert, war es Herbert Jehle, der ihm in Princeton (auf einer Party) den entscheidenden Hinweis auf die Arbeit von Paul Dirac gab, was dann zu Feynmans Entwicklung der Pfadintegrale führte.
Nach seiner Emeritierung war er unter anderem am Max-Planck-Institut für Physik (1973/74), an den Universitäten von Maryland, Amsterdam, Uppsala und ab 1977 in München.
1950 wurde er Fellow der American Physical Society.